# Грабовецький Василь Дмитрович
Васи́ль Дми́трович Грабове́цький (* 10 квітня 1885 — 5 грудня 1955) — український культурно-просвітянський і громадський діяч. Батько українського історика Володимира Грабовецького.

## Біографія
Василь Грабовецький народився 10 квітня 1885 року в убогій багатодітній сім'ї в урочищі під Смеречиною-Дібровою. 1898 року закінчив шестирічну початкову школу, після чого пішов у науку до майстра — Миколи Кузьменка навчатися секретам ткацького ремесла. Виткані з великим естетичним смаком верети, перемітки, скатерті, хустки мали успіх у селян, робили дедалі популярнішим ім'я молодого ткача Василя Грабовецького.
1909 року Василь одружився з дочкою убогої багатолітньої вдовиці.
Брав участь у Національно-визвольній революції 1917—1921 рр. Стрілець Гуцульського куреня Української галицької армії.
У 1926 році навчався на господарських курсах. Активний громадський і культурний діяч. З 1926 року член УНДО, «Просвіти». З 1936 року керував читальнею греко-католицького товариства «Скала» в м. Печеніжин.
Майбутній історик Володимир Грабовецький народився 24 липня 1928 року і був сьомою дитиною в сім'ї.